# Skogsbäcksköldpadda
Skogsbäcksköldpadda (Glyptemys insculpta) är en sköldpaddsart som beskrevs av  John Eatton LeConte 1830. Arten ingår i släktet Glyptemys och familjen kärrsköldpaddor. IUCN kategoriserar skogsbäcksköldpaddan globalt som starkt hotad. Inga underarter finns listade i Catalogue of Life.

## Beskrivning
Skogsbäcksköldpaddan är en mellanstor sköldpadda, längden på skalet hos vuxna individer varierar mellan 16 och 25 cm. Skalet är brett och lågt, varje skalsektion har pyramidformade tillväxtlinjer som får skalet att se skulpterat ut. Färgen på skalet varierar från grått till brunt och har ibland gula eller mörka linjer och fläckar. Bukskölden är gul och har svarta fläckar, mönstren varierar bland individer. Huden är generellt brun och benen och nacken har ofta gul, orange eller rödaktig färgsättning. Fötterna har lite simhud och starka klor. Irisarna är gula eller bruna, och överkäken bildar en näbb över den något kortare underkäken. Hannarna är större än honorna och har en mer konkav buksköld samt en tjockare och längre svans. 

## Utbredning
Skogsbäcksköldpaddan lever i sydöstra Kanada och nordöstra USA. Utbredningsområdet sträcker sig från Nova Scotia och New Brunswick söderut genom New England, Pennsylvania och norra New Jersey till norra Virginia och västerut genom södra Quebec, södra Ontario, Michigan, Wisconsin fram till östra Minnesota.

## Habitat
Skogsbäcksköldpaddor kan hittas i de flesta habitat i dess utbredningsområde. De kräver dock närhet till vatten för flera viktiga funktioner såsom parning, vinterdvala, att dricka och för att kontrollera kroppstemperaturen, därför rör de sig sällan längre än 300 meter från vatten. Habitaten består oftast av lövskog, skogsmark, skogbevuxna myrar och sanka fält. Dessa ligger i stort sett alltid nära en mindre flod, å eller bäck med sandiga bottnar eller bottnar bestående av grus och sand. Djupa pooler med permanent flöde är nödvändiga för att skogsbäcksköldpaddan ska kunna övervintra.

## Föda
Skogsbäcksköldpaddan är allätare. De växter den äter inkluderar alger, mossa, gräs, videblad, jordgubbar, björnbär och ängssyra. Animalierna inkluderar många sorters insekter och mollusker, sniglar, daggmaskar och grodyngel. Skogsbäcksköldpaddan använder sig ibland av en strategi för att lura fram daggmaskar som går ut på att sköldpaddan stampar i marken för att lura daggmaskar att det regnar, den äter sedan de maskar som kommit upp till markytan.

## Fortplantning
Skogsbäcksköldpaddor blir könsmogna mellan 14 och 18 års ålder. Parningen kan ske när som helst under den aktiva säsongen, men äger oftast rum under våren eller hösten. Den sker oftast på grunt vatten men enstaka fall har observerats på land. 
Honorna lägger sina ägg i perioden maj till juni, antalet kan variera mellan tre och 20 ägg men oftast så lägger hon mellan 8 och 12 ägg. Det tar mellan 42 och 82 dagar innan de kläcks, och de nykläckta ungarna är mellan 28 och 40 millimeter långa.

## Hot och status
Ett av de stora hoten mot skogsbäcksköldpaddan är ökad dödlighet hos vuxna individer, genom vägtrafik, fritidsfordon och jordbruksmaskiner. Arten värderas högt som husdjur och illegal försäljning utgör ett hot mot vissa populationer. Ett annat hot är minskning och utarmning av skogsbäcksköldpaddans habitat från ökat byggande av bostäder, fritidshus och tillhörande infrastruktur samt skogsavverkning på de marker där arten lever. Tvättbjörnar utgör också de ett hot då de dels gräver upp och äter sköldpaddornas ägg men även då de jagar ungdjur och i vissa fall till och med attackerar vuxna djur.

## Bildgalleri

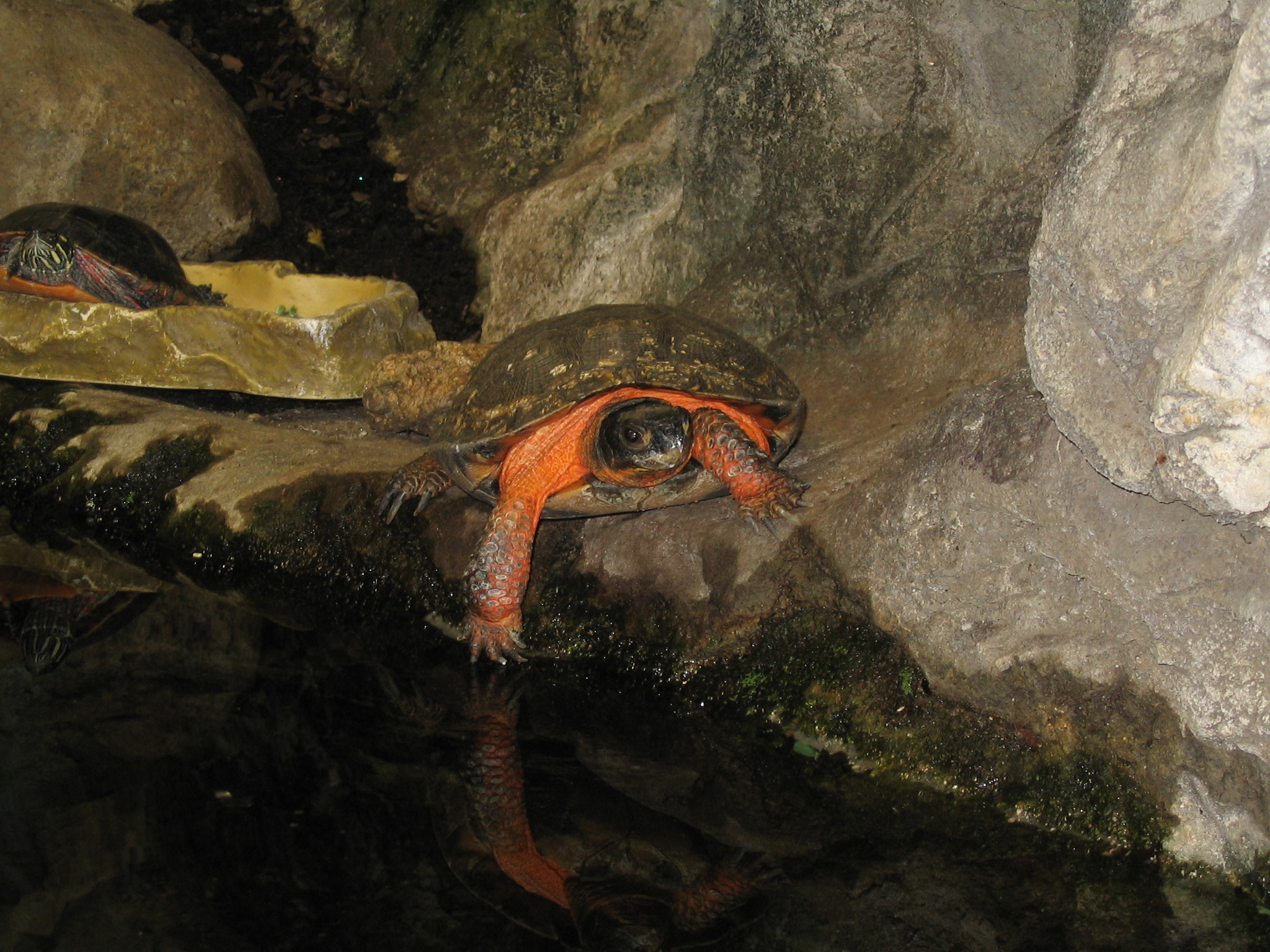
Exempel på den orangea färgsättningen på hals och ben
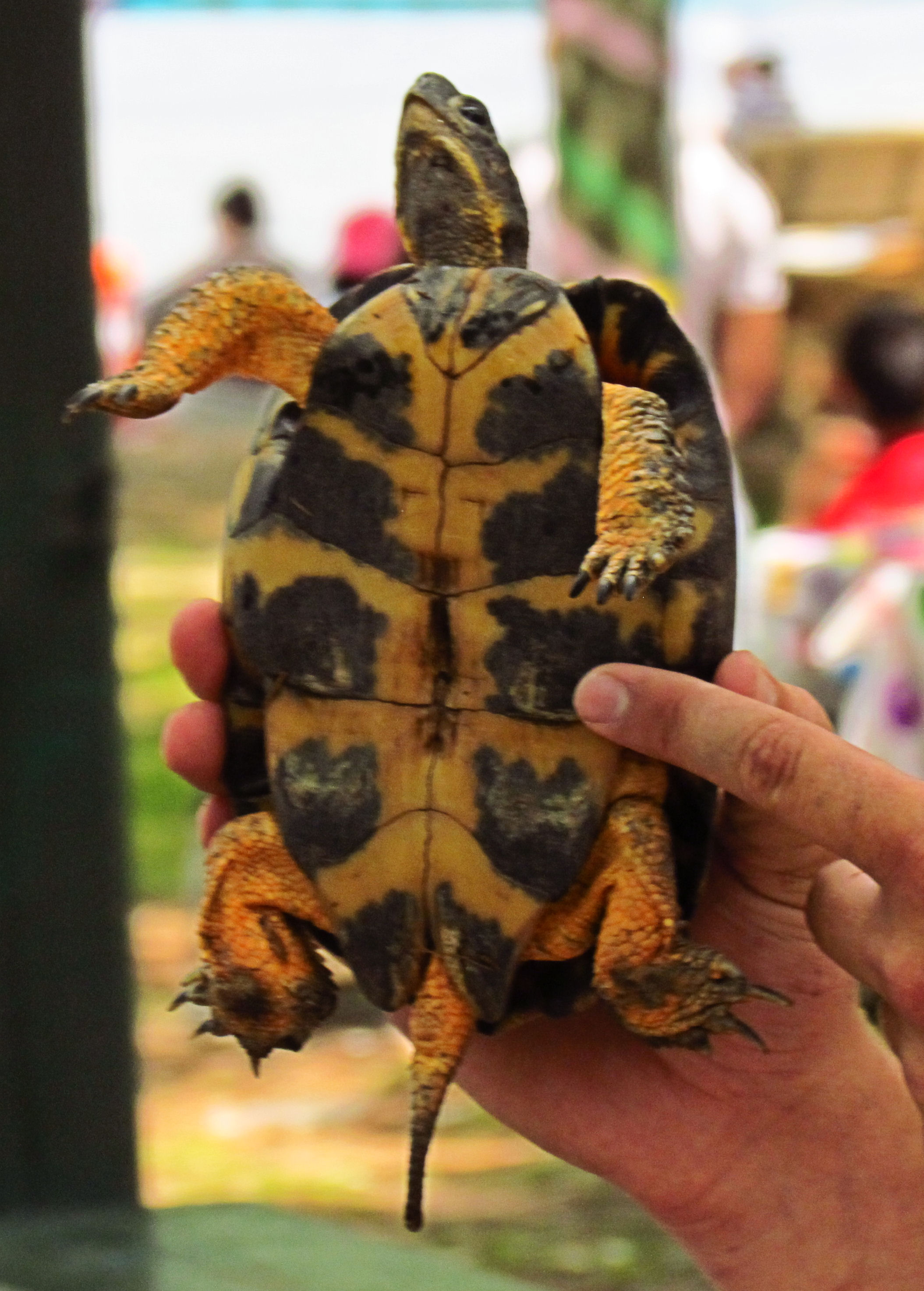
Bukskölden hos en hanne